# تشيلسي تشارمز
تشيلسي تشارمز (بالإنجليزية: Chelsea Charms)‏ ولدت في 7 مارس 1976، هي ممثلة إباحية أمريكية اشتهرت في مجال الإباحة بسبب عشقها للأثداء خاصة الكبيرين منهم كما عُرفت على النت باعتبارها عارضة تعري وراقص تعري في الملاهي الليلية، أما اليوم فتُشتهر بامتلاك ثديين ضخميين للغاية بعد إجراء عملية لتكبيرهما

## السيرة الذاتية
ظهرت تشارمز في بادئ الأمر في مجلات الكبار المتخصصة في عرض صور عارضات الأزياء ذات الأثداء الكبيرة، كما ظهرت في برامج تلفزيونية وإذاعية عديدة.
خلال مقابلة تلفزيونية في برنامج صباح اليوم بتاريخ أيار/مايو 2011، صرحت تشارمز مؤكدة على أن حجم ثدييها عادي؛ فهو من فئة "164XXX في حين يبلغ حجم الثدي الواحد حوالي 26 رطل (12 كـغ). ثم أكدت على أن حجم ثدييها بدأ في النمو بشكل تدريجي ومتسارع حتى أصبح وزن كل ثدي 30 رطل (14 كـغ) اعتبارا من صيف 2012. وذكرت على موقعها على الإنترنت من خلال مقالا مطولا لها أن حدم ثديها الواحد ارتفع كثيرا وبات يزن 40 رطل (18 كـغ)، كما ذكرت في نفس الوقت أن حجم ثدييها يسبب لها آلام في الظهر وقد اعتادت على ممارسة تمارين تقوية الظهر حتى لا يُؤثر عليها هذا في وقت لاحق.
أجرت تشارمز عملية تكبير الثدي ثلاث مرات، أما أول عملية تكبير فقد تمت بشكل عادي جدا لكن النتائج لم تكن تلك التي ترغب فيها الممثلة مما دفعها لإجراء عملية جراحية ثانية ثم ثالثة قامت فيها بزرع سلسلة البولي بروبلين بشكل سري خاصة أن الولايات المتحدة والاتحاد الأوروبي قد منعا إجراء مثل هذا النوع من العمليات نظرا للتأثيرات الجانبية على غرار النمو المتواصل دون توقف؛ وبالرغم من ذلك فقد قامت تشيلسي بها _في أمريكا الجنوبية_ وقد كُللت بالنجاح إلا أنها عانت من أعراض جانبية تكاد تُوصف «بالخطيرة».
عند تكبير الثدي باستعمال أسلوب البولي بروبلين عادة ما لا تتوقف الأثداء عن النمو وتتواصل بشكل تدريجي إلى أن تصل مرحلة الانفجار أو إعاقة الحركة (بسبب الثقل والوزن الزائد)، لكن في حالة تشارمز فقد نما ثدييها في انسجام تام حيث أن معدل النمو قد تباطأ بشكل مطرد على مدى سنوات نسبة لاستعمالها مواد أخرى مضادة للعوامل والتأثيرات الخارجية. ويُشار إلى أن تشيلسي تشائمز كان موضوع عمل الفنان البريطاني مارك كوين الذي جسد عدة لوحات بتحدث فيها عن كيفية تعامل الناس مع أجسادهم.

## روابط خارجية
- تشيلسي تشارمز على موقع IMDb (الإنجليزية)
- تشيلسي تشارمز على موقع كينوبويسك (الروسية)